# Сватбата
„Сватбата“ (на английски: The Best Man) е щатска романтична трагикомедия от 1999 г., написан и режисиран от Малкълм Д. Лий. Продуциран е от 40 Acres and a Mule Filmworks, с братовчеда на Лий – Спайк Лий, който е продуцент на филма. Във филма участват Тей Дигс и Ния Лонг. Филмът служи като дебют на Реджина Хол. Продължението с коледна тематика –  „Ваканция с приятели“ (2013), е пуснат на 15 ноември 2013 г. със същия актьорски състав.